# نيشان الاستحقاق لنيوزيلندا
وسام نيوزيلندا الاستحقاق هو وسام الاستحقاق في نظام يكرم المالكة نيوزيلندا. تم إنشاؤه بموجب أمر ملكي في 30 مايو 1996 من قبل إليزابيث الثانية، ملكة نيوزيلندا، «لأولئك الأشخاص الذين قدموا في أي مجال من مجالات العمل خدمة جديرة بالتقدير للتاج والأمة أو الذين تميزوا بسموهم ومواهبهم، مساهمات أو مزايا أخرى»،  للاعتراف بالخدمة المتميزة لتاج وشعب نيوزيلندا بصفة مدنية أو عسكرية.
في ترتيب الأسبقية، يتم ترتيب وسام الاستحقاق النيوزيلندي مباشرة بعد وسام نيوزيلندا.

## تاريخ الوسام
قبل عام 1996، تلقى النيوزيلنديون تعيينات لأوامر بريطانية مختلفة، مثل وسام باث، ووسام سانت مايكل وسانت جورج، ووسام الإمبراطورية البريطانية، ووسام رفقاء الشرف، بالإضافة إلى وسام الشرف فارس بكالوريوس. جاء التغيير بعد إنشاء اللجنة الاستشارية لشؤون الشرف التابعة لرئيس الوزراء (1995) "للنظر في الخيارات والاقتراحات وتقديمها بشأن هيكل نظام التكريم الملكي النيوزيلندي في نيوزيلندا، والذي تم تصميمه للاعتراف بالخدمة الجليلة والشجاعة والشجاعة" خدمة طويلة".

## تعبير

الأدميرال ديفيد ليدسون ، ONZM ، RNZN ، يرتدي ميدالية ضابط وسام الاستحقاق النيوزيلندي.

ملك نيوزيلندا هو ملك النظام والحاكم العام هو مستشارها. تتم المواعيد على خمسة مستويات:
- رفيق فارس أو السيدة الكبرى (GNZM)
- رفيق فارس أو سيدة (KNZM أو DNZM)
- رفيق (CNZM)
- ضابط (ONZM)
- عضو (MNZM).

من عام 2000 إلى عام 2009، كان أعلى مستويين من الأمر الرفيق الرئيسي (PCNZM) والرفيق المميز (DCNZM)، بدون تسمية «سيدي» أو «سيدة». 
يقتصر عدد رفقاء الفرسان والسيدات الأكبر (والرفاق الرئيسيين) على 30 شخصًا على قيد الحياة. بالإضافة إلى ذلك، تقتصر التعيينات الجديدة على 15 رفيق فارس أو سيدة و 40 رفيقًا و 80 ضابطًا و 140 عضوًا في السنة.
بالإضافة إلى المستويات الخمسة، هناك ثلاثة أنواع مختلفة من العضوية. العضوية العادية مقصورة على مواطني نيوزيلندا أو دول الكومنولث. الأعضاء «الإضافيون»، المعينون في المناسبات الخاصة، لا يحسبون في الحدود العددية. يُمنح الأشخاص الذين ليسوا من مواطني دول الكومنولث عضوية «فخرية»؛ إذا تبنوا لاحقًا جنسية أحد دول الكومنولث، فسيكونون مؤهلين للحصول على عضوية إضافية.
هناك أيضًا سكرتير ومسجل (كاتب المجلس التنفيذي) ومسؤول (The New Zealand Herald of Arms) من الأمر.

## الشارة والاختلافات الأخرى

نجمة صدر الرفيق الكبير

- يتألف الياقة ، التي يرتديها الملك والمستشار فقط، من «روابط للميدالية المركزية للشارة» وكورو على شكل حرف "S"، مع شعار النبالة لنيوزيلندا في المنتصف. معلقة من شعار النبالة هي شارة الأمر.
- النجمة عبارة عن نجمة بثمانية نقاط مع كل ذراع يحمل تمثيل سعفة السرخس، مع وضع شارة الأمر في المنتصف. يرتدي الرفقاء الكبار نجمة ذهبية ويرتدي رفقاء الفارس نجمة فضية.
- شارة الطبقات الثلاث الأعلى عبارة عن صليب مطلي بالمينا باللونين الأبيض والذهبي مع حواف منحنية تحمل في وسطها شعار النبالة لنيوزيلندا داخل حلقة من المينا الخضراء تحمل شعار Merit Tohu Hiranga ، تعلوها تاج ملكي. شارة «الضباط والأعضاء» متشابهة، ولكن بالذهبي الفضي والفضي على التوالي. يرتدي كبار الرفاق الشارة على وشاح على الكتف الأيمن (على الرغم من أن الحاكم العام يرتديها عادةً كزينة للرقبة بدلاً من الياقة)؛ يلبس رفقاء الفارس والمرافقون الشارة على شريط العنق (للرجال) أو القوس على الكتف الأيسر (للنساء). يرتدي الضباط والأعضاء الشارة من شريط على طية صدر السترة اليسرى (للرجال) أو القوس على الكتف الأيسر (للنساء).
- الشريط والوشاح مغرة حمراء بسيطة.

يحق لـ Knight / Dames Grand Companion و Knight / Dames Companion استخدام أسلوب Sir للذكور و Dame للإناث.
تمنح قوانين النظام الأساسي امتيازات الشعار لأعضاء المستوى الأول والثاني، الذين يحق لهم الحصول على خاتم الأمر («دائرة خضراء، وحافة ذهبية، ومكتوب عليها شعار النظام بالذهب») تحيط بدرعهم. كما يحق للأصدقاء الكبار الحصول على مؤيدي شعارات النبالة. يحق للمستشار الحصول على مؤيدين وتمثيل طوق الأمر حول درعه / درعها.

## مالكو المكتب
- الملكية : إليزابيث الثانية [9]
- المستشارة والرفيقة الرئيسية السيدة الكبرى : الحاكم العام، السيدة سيندي كيرو (21 أكتوبر 2021) [10]
- السكرتير والمسجل : مايكل إل سي ويبستر (18 مارس 2014) [11]
- هيرالد : فيليب أوشيا (23 سبتمبر 1996) [12]

## رفقاء كبار ورؤساء أحياء
| الرقم. | الإسم                   | الصورة | نال شرف            | تاريخ التعيين     | العصر الحاضر |
| ------ | ----------------------- | ------ | ------------------ | ----------------- | ------------ |
| 1      | السير وليام بيرش        |        | رفيق الفارس الكبير | 7 June 1999 ‏      | 90           |
| 2      | السيدة سيان الياس       |        | رفيق السيدة الكبرى | 7 June 1999 ‏      | 76           |
| 3      | السير لويد جيرينج ‏      |        | رفيق الفارس الكبير | 30 December 2000 ‏ | 107          |
| 4      | السيدة مالفينا ميجور ‏   |        | رفيق السيدة الكبرى | 31 December 2007 ‏ | 82           |
| 5      | السير راي أفيري         |        | رفيق الفارس الكبير | 31 December 2010 ‏ | 78           |
| 6      | السير موراي برينان      |        | رفيق الفارس الكبير | 31 December 2014 ‏ | 84           |
| 7      | السير جون كي            |        | رفيق الفارس الكبير | 5 June 2017 ‏      | 63           |
| 8      | السير ستيفن تيندال ‏     |        | رفيق الفارس الكبير | 31 December 2018 ‏ | 73           |
|        |                         |        |                    |                   |              |
|        | السير مايكل هاردي بويز ‏ |        | رفيق الفارس الكبير | 3 June 1996 ‏      | 93           |
|        | السيدة سيلفيا           |        | الرفيق الرئيسي     | 20 March 2001 ‏    | 81           |
|        | السير أناند ساتياناند ‏  |        | رفيق الفارس الكبير | 5 June 2006 ‏      | 80           |
|        | السير جيري ماتباراي     |        | رفيق الفارس الكبير | 20 May 2011 ‏      | 70           |
|        | السيدة باتسي ريدي       |        | رفيق السيدة الكبرى | 27 June 2016 ‏     | 70           |
|        | السيدة هيلين وينكلمان ‏  |        | رفيق السيدة الكبرى | 4 March 2019 ‏     | 63           |
|        | لا داى كيلو جديد ‏       |        | رفيق السيدة الكبرى | 9 August 2021 ‏    | 67           |

## الصحابة المتميزون الذين يعيشون
يحتوي ما يلي على أسماء عدد قليل من الرفقاء المميزين الأحياء (DCNZM) الذين اختاروا عدم تحويل موعدهم إلى رفيق فارس أو سيدة، وبالتالي عدم قبول التسمية ذات الصلة «سيدي» أو «سيدة». اختار غالبية المتأثرين التسميات السابقة الذكر.
| اسم             | لوحة   | تاريخ التعيين  | معروف ب                 | العصر الحاضر |
| --------------- | ------ | -------------- | ----------------------- | ------------ |
| فنسنت أوسوليفان |        | 5 يونيو 2000   | كاتب وممثل              | 87           |
| ويتي إيهيمايرا  | </img> | 7 يونيو 2004   | كاتب                    | 82           |
| بيني جاميسون    |        | 7 يونيو 2004   | أسقف دنيدن السابق       | 82           |
| جوي كاولي       | </img> | 6 يونيو 2005   | كاتب                    | 88           |
| سام نيل         | </img> | 30 ديسمبر 2006 | الممثل                  | 77           |
| باتريشيا جريس   | </img> | 4 يونيو 2007   | كاتب                    | 88           |
| مارجريت ويلسون  | </img> | 31 ديسمبر 2008 | رئيس مجلس النواب السابق | 77           |

## الجدل
كان التغيير إلى مرتبة الشرف غير الفخرية توصية وردت في التقرير الأصلي للجنة التكريم لعام 1995 (نظام التكريم الملكي النيوزيلندي: تقرير اللجنة الاستشارية لتكريم رئيس الوزراء) التي دفعت إلى إنشاء وسام الاستحقاق النيوزيلندي. تم دمج التكريم الفخري في النظام الجديد قبل تنفيذه في عام 1996 بعد انقسام تجمع الحزب الوطني والنقاش العام حول ما إذا كان ينبغي الاحتفاظ بالعناوين. 
لطالما كان هناك نقاش في نيوزيلندا حول مدى ملاءمة العناوين. يشعر البعض أنه لم يعد مناسبًا لأن نيوزيلندا لم تكن مستعمرة منذ عام 1907، والألقاب بالنسبة لهؤلاء الأشخاص لا تتماشى مع نيوزيلندا الحالية. يشعر الآخرون أن الألقاب تحمل اعترافًا محليًا ودوليًا، والتي تُمنح على أساس الجدارة تظل اعترافًا مناسبًا بالتميز.[بحاجة لمصدر]
في أبريل 2000، أعلنت رئيسة وزراء حزب العمال الجديدة آنذاك ، هيلين كلارك، أنه تم إلغاء فروسية و damehoods وتعديل قوانين الأمر. من عام 2000 إلى عام 2009، كان أعلى مستويين من الأمر هما الرفيق الرئيسي (PCNZM) والرفيق المميز (DCNZM)، بدون تسمية «سيدي» أو «سيدة»؛ تم الاعتراف بالتعيين على جميع مستويات الأمر فقط من خلال استخدام الحروف اللاحقة الاسمية.  
أظهر استطلاع الرأي الذي أجرته National Business Review  في فبراير 2000 أن 54٪ من النيوزيلنديين يعتقدون أنه يجب إلغاء العناوين. تعرضت تغييرات حكومة العمال في أبريل 2000 لانتقادات من قبل أحزاب المعارضة، حيث سخر ريتشارد بريبل من حزب ACT New Zealand من الأحرف الأولى من PCNZM باعتبارها تشير إلى «نيوزيلندا الصحيحة سياسياً التي اعتادت أن تكون ملكية».
ستظهر مسألة مرتبة الشرف كلما تم ذكر مرتبة الشرف. في الفترة التي سبقت الانتخابات العامة لعام 2005، اقترح زعيم المعارضة دون براش أنه في حالة انتخاب حكومة بقيادة وطنية، فإنه سيعكس تغييرات حزب العمال ويعيد تقديم الفروسية.
في عام 2009، أعاد رئيس الوزراء جون كي (الذي أصبح لاحقًا رفيق فارس الكبير بنفسه) التكريم إلى حالة ما قبل أبريل 2000. تم منح الرفقاء الرئيسيين والرفاق المميزين (إجمالي 85 شخصًا) خيار تحويل جوائزهم إلى Knighthoods أو Damehoods. رحب النظام الملكي النيوزيلندي بالترميم. تم تبني الخيار من قبل 72 من المتضررين، بما في ذلك لاعب الرجبي كولن ميدز. وكانت النائبة السابقة عن حزب العمال مارغريت شيلدز واحدة من الذين قبلوا منح الدمويود، على الرغم من تلقيها رسالة من رئيسة الوزراء السابقة هيلين كلارك «توضح سبب إلغاء حزب العمال للألقاب وتقول إنها تأمل ألا تقبل أي منها». كما قبل نائب كلارك الكبير، مايكل كولين، وسام الفروسية.
استمرت التعيينات في ظل حكومة العمل السادسة لنيوزيلندا، وهي المرة الأولى التي يشغل فيها حزب العمال الحكومة منذ عام 2008. اشتملت جوائز العام الجديد 2018 على سبعة فرسان وسيدات. لم تعلق الحكومة على موقفها بشأن الفروسية والبطولات، لكن رئيس الوزراء هنأ سيدتين على وجه التحديد على أن تصبحا رفيقة سيدة.

## روابط خارجية
- وسام الاستحقاق النيوزيلندي من دائرة رئيس الوزراء ومجلس الوزراء . تم الوصول إليه في 8 يوليو 2013.
- ميداليات NZDF - وسام الاستحقاق النيوزيلندي (صور)
- النظام الأساسي لوسام الاستحقاق النيوزيلندي بموجب أمر ملكي مؤرخ في 30 مايو 1996 (SR 1996/205). تم الوصول إليه في 22 فبراير 2006.
- ODM - وسام الاستحقاق النيوزيلندي (صور)